# Asilus colombiae
Asilus colombiae là một loài ruồi trong họ Asilidae. Asilus colombiae được Macquart miêu tả năm 1838. Loài này phân bố ở vùng Tân nhiệt đới.